# Emblème de la république socialiste soviétique d'Ouzbékistan

Emblème de la république socialiste soviétique d'Ouzbekistan

L'emblème de la RSS d'Ouzbékistan a été adopté le 14 février 1937 par le gouvernement de la RSS d'Ouzbékistan. L'emblème est basé sur celui de l'Union soviétique. Il représente les symboles de l'agriculture (la faucille, le coton et le blé) et de l'industrie lourde (le marteau). Le soleil levant est un symbole de l'avenir du pays, alors que l'étoile rouge à cinq pointes est synonyme de la « révolution socialiste, sur les cinq continents ».
La banderole porte la devise d'État de l'URSS (« Prolétaires de tous les pays, unissez-vous ! ») à la fois en russe et en ouzbek (Бутун дунё пролетарлари, бирлашингиз! ; alphabet latin actuel : Butun dunyo proletarlari, birlashingiz!).
Le sigle de la RSS d'Ouzbékistan est inscrit uniquement dans l'alphabet cyrillique et en langue ouzbèke, et se lit Ўз. С.С.Р. pour Ўзбекистон Совет Социалистик Республикаси, la république socialiste soviétique d'Ouzbékistan.
La RSSA de Karakalpakie utilisait une variante de ces armoiries, avec la devise de l'État en karakalpak et en ouzbek, et le sigle de la République (ҚҚ АССР).
En 1992, un nouvel emblème est créé pour la République indépendante d'Ouzbékistan, qui conserve de nombreux éléments de celui de l'époque soviétique.